# Горуна Станіслав Миколайович
Станіслав Миколайович Гор́уна (* 1989) — український каратист у категорії куміте (до 75 кг), бронзовий призер ХХХІІ Олімпіади у Токіо. Чемпіон Європи 2021, переможець Всесвітніх ігор 2017 року та Європейських ігор 2019 року. Бронзовий призер Чемпіонату Світу 2014 року, триразовий переможець серії турнірів K1 PremierLeague (2013, 2014, 2017), шестиразовий чемпіон України з карате. Багаторазовий срібний та бронзовий призер Чемпіонатів Європи. Заслужений майстер спорту. Капітан української національної збірної України з карате.
Станом на серпень 2021 року посідав № 4 олімпійського рейтингу категорії до 75 кг. Є одним із найвідоміших та найвпізнаваніших каратистів.
Бронзовий призер літніх Олімпійських ігор 2020 в Токіо.

## Життєпис
Народився 1 березня 1989 року у Львові в сім'ї підприємців. Навчався у СШ № 53 з поглибленим вивченням англійської мови (з 2007 року — гімназія «Престиж»).
2011 — закінчив юридичний факультет ЛНУ ім. Франка (правознавство), живе у Львові, займається також адвокатською практикою.

## Спорт
З дитинства займався тхеквондо, у віці 13 років почав займатися карате в тренера Антона Нікуліна. Молодший брат Ярослав Горуна займатися карате у львівському клубі «Юніон», є чемпіоном України з карате в категорії до 84 кг. Першим і єдиним тренером Станіслава є Антон Нікулін.
Станіслав став першим українським каратистом, який виборов медаль на Чемпіонаті світу серед дорослих (Бронза, Бремен, 2014). Згодом суддівська колегія оголосила переможцем бою японського спортсмена, суперника Станіслава. В рамках 22-го Чемпіонату світу з карате цей поєдинок вважається найскандальнішим.
Очолює рейтинг серії змагань K1 PremierLeague, переможець Прем'єр-Ліги 2013, 2014, та 2017 року. Травма коліна 2015 року змусила його тимчасово припинити тренування й участь у змаганнях.
2017 року переміг на K1 PremierLeagueParisOpen, провівши 7 боїв.

### Олімпіада 2020
На Літніх Олімпійських іграх 2020 року вийшов до пів фіналу та став бронзовим призером.

## Спортивні досягнення
| 22nd World karate Champiohship 2014 | Бронза (куміте) | Бремен (Німеччина), 2014 |

### Кубки світу
| K1 World Cup | Золото (куміте) | Золото (командне куміте) | Лашко (Словенія), 2014 |

### Чемпіонати Європи
| 56 EKF Senior Champiohship       | Золото (куміте), Бронза (командне куміте) | Пореч (Хорватія), 2021               |
| 54TH EKF Senior Champiohships    | Бронза (куміте)                           | Гвадалахара (Іспанія), 2019          |
| 53 EKF Senior Champiohships      | Бронза (куміте), Бронза (командне куміте) | Новий Сад (Сербія), 2018             |
| 52 European Senior Champiohship  | Срібло (куміте) Бронза (командне куміте)  | Ізміт (Туреччина), 2017              |
| 49 European Senior Champiohship  | Срібло                                    | Темпере (Фінляндія), 2014            |
| European Champiohship by Regions | Бронза                                    | Герцег Нові (Чорногорія), 2013       |
| European university Champiohship | Золото (куміте), Бронза (командне куміте) | Сараєво (Боснія та Герцоговина) 2011 |
| 52 European Senior Champiohship  | Срібло (куміте), Бронза (командне куміте) | Ізмір (Туреччина) 2017               |
| 53 EKF Senior Champiohships      | Бронза (куміте), Бронза (командне куміте) | Новий Сад (Сербія) 2018              |

### Прем'єрліги (K1 Premier League)
| Бронза | Лісабон (Португалія) 2021  |
| Срібло | Зальцбург (Австрія) 2020   |
| Бронза | Токіо (Японія) 2019        |
| Золото | Рабат (Марокко) 2019       |
| Бронза | Париж (Франція) 2019       |
| Бронза | Париж (Франція) 2018       |
| Золото | Париж (Франція) 2018       |
| Золото | Стамбул (Туреччина) 2018   |
| Бронза | Дубаї (ОАЕ) 2018           |
| Бронза | Париж (Франція) 2015       |
| Золото | Париж (Франція) 2014       |
| Золото | Дортрехт (Нідерланди) 2013 |
| Срібло | Тюмень (Росія) 2013        |
| Золото | Франкфурт (Німеччина) 2013 |
| Срібло | Зальцбург (Австрія) 2012   |
| Бронза | Дубаї (ОАЕ) 2017           |

### Інші змагання
| Karate 1 Seria A dSantiago 2019 (Чилі)          | Золото                  |
| USA open 2011                                   | Срібло                  |
| USA open 2012                                   | Бронза                  |
| Wasquehal Open 2010                             | Срібло                  |
| Wasquehal Open 2011                             | Золото                  |
| Wasquehal Open 2012                             | Золото                  |
| Wasquehal Open2014                              | Золото                  |
| Italian Open 2011                               | Золото                  |
| Dutch Open 2011                                 | Срібло                  |
| Dutch Open 2009                                 | Бронза                  |
| Dutch Open 2010                                 | Бронза                  |
| Austrian Open 2009                              | Срібло                  |
| Austrian Open 2011                              | Бронза                  |
| Qatar Open 2014                                 | Бронза                  |
| 1st International karate tournament TOP 10 2013 | Золото (категорія OPEN) |
| 2nd International karate tournament TOP 10 2014 | Золото (категорія OPEN) |
| Super 8 (Croatia Cup 2014)                      | Бронза (категорія OPEN) |
| New York international Open 2015                | Золото                  |

## Звання
- Найкращий спортсмен Львівщини у лютому 2018[10][11]
- Спортсмен 2014 року[12]
- Найкращий спортсмен Львівщини у січні 2017 року[13][14]
- Найкращий спортсмен Львівщини у липні 2017 року за результатами виступу на Всесвітніх іграх у Вроцлаві (перша золота медаль із цих змагань у Львові)[15]
- Кавалер Ордену за заслуги 3-го ступеня[16]
- Кавалер Ордену за заслуги 2-го ступеня[17]

## Досягнення
- 7 місце серед найкращих спортсменів України у 2014 році за версією АСЖУ[18]
- 7 місце серед найкращих спортсменів-неолімпійців за 25 років незалежності України[19]
- 10 місце серед найважливіших досягнень українських спортсменів у 2014 році[джерело?]

## Політика
У 2015 та 2016 рр., не зважаючи на агресію Росії проти України, проводив виїздні семінари в Російській Федерації, зокрема в Москві  та Новосибірську.
2020 року обраний депутатом Львівської районної ради від політичної партії "Об'єднання «Самопоміч».
8 серпня 2021 року публічно виступив із закликом «Спорт поза політикою». Виступ мав на меті підтримати Ярославу Магучіх, яка публічно фотографувалася із спортсменкою із країни-агресора Марією Ласіцкене — чинним капітаном російської армії. Ця позиція Станіслава Горуни викликала шквал критики дописувачів у соціальних мережах.

## Державні нагороди

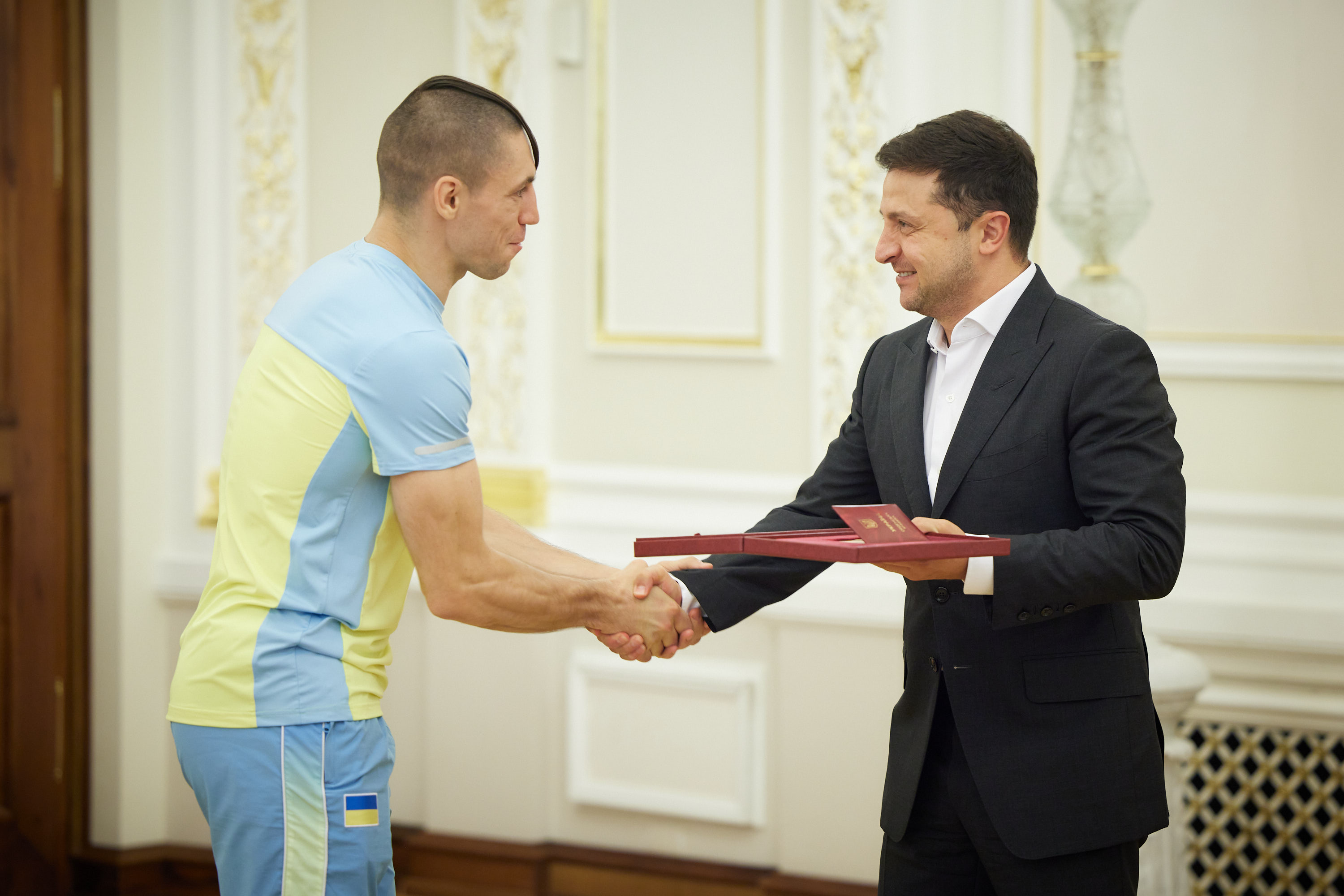
Станіслав Горуна отримує Орден «За заслуги» I ст. від Президента України Володимира Зеленського

- Орден «За заслуги» I ст. (16 серпня 2021) — За досягнення високих спортивних результатів на ХХХІІ літніх Олімпійських іграх в місті Токіо (Японія), виявлені самовідданість та волю до перемоги, утвердження міжнародного авторитету України.[24]
- Орден «За заслуги» II ст. (15 липня 2019) — За досягнення високих спортивних результатів ІІ Європейських іграх у м. Мінську (Республіка Білорусь), виявлені самовідданість та волю до перемоги, піднесення міжнародного авторитету України.[25]
- Орден «За заслуги» III ст. (9 вересня 2017) — За досягнення високих спортивних результатів на X Всесвітніх іграх з неолімпійських видів спорту у м. Вроцлав (Республіка Польща), піднесення міжнародного авторитету України.[26]